# Toronto, Hamilton and Buffalo Railway

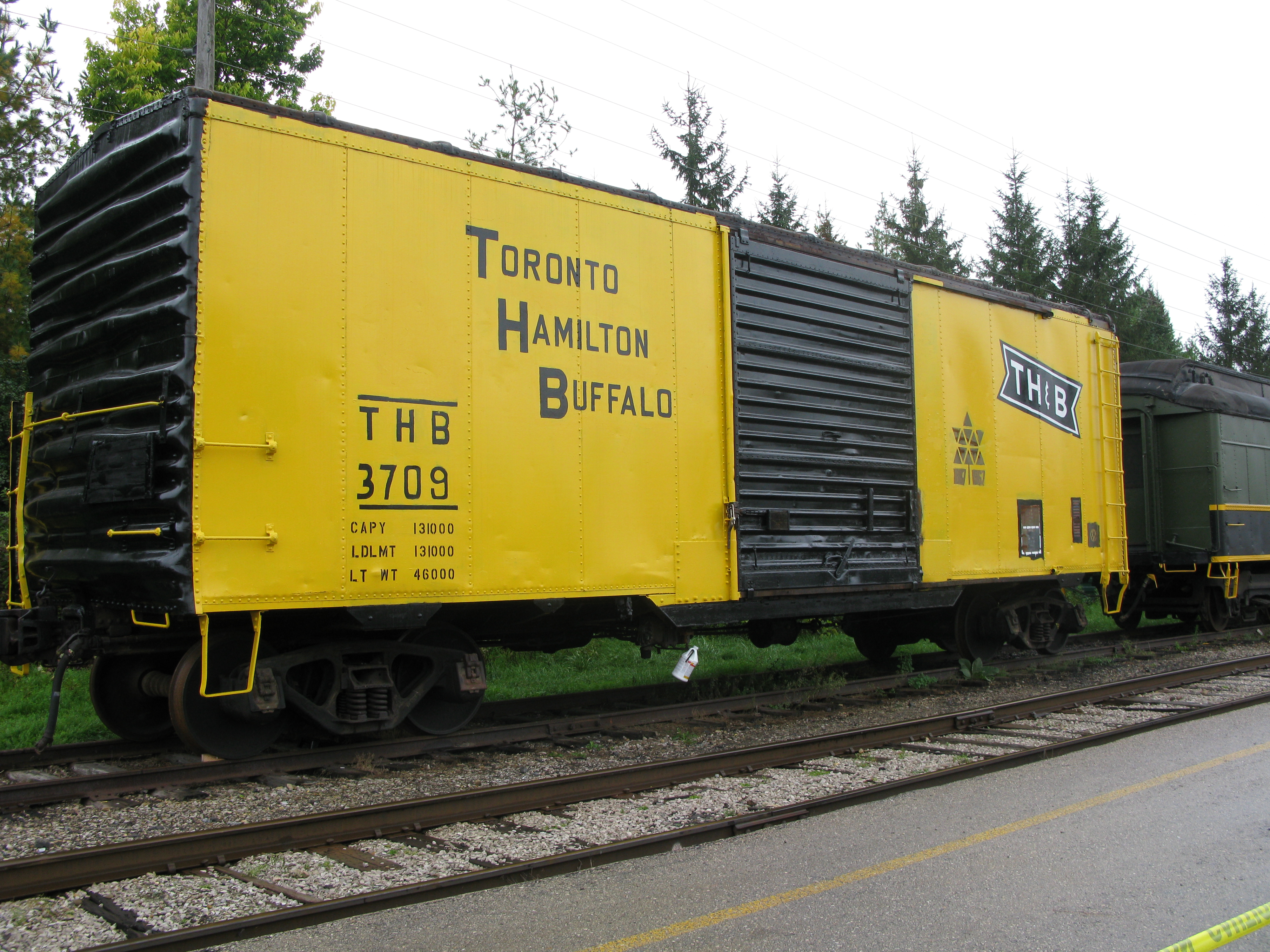
Wagon du TH&B en cours de restauration.

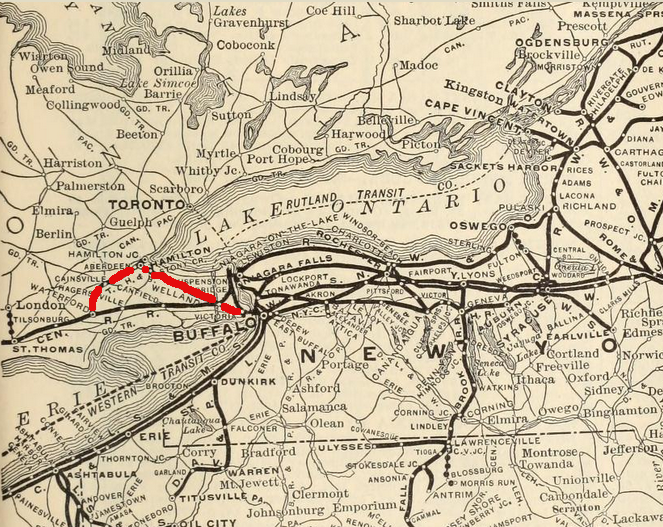
Carte du réseau ferroviaire du TH&B, vers 1908, en rouge.

La Toronto, Hamilton and Buffalo Railway (fonctionnant sous le sigle THB) était un chemin de fer dans le sud de l'Ontario en opération de 1894 à 1987.

## Histoire
Une planification pour le chemin de fer débute en 1884, et le THB a commencé ses opérations en 1895 après une fusion avec le Brantford, Waterloo and Lake Erie Railway. Le THB offre donc la ville de Hamilton un accès ferroviaire à la plupart des villes le long des Grands Lacs de l'Est des États-Unis et au Canada.
Le schéma de peinture jaune et noir du THB a commencé à être appliquée aux wagons de fret au début de 1952, et sera ensuite été appliqué aux wagons de queue en 1954.  Ces couleurs ont été choisies en l'honneur de l'équipe locale de football, les Tiger Cats de Hamilton.